# Boris Derichebourg
Boris Derichebourg (Enghien-les-Bains, 16 de março de 1978) é um ex-automobilista e empresário francês. 
Após iniciar sua carreira no kart em 1992, estreou nos monopostos em 1994, disputando a Fórmula Renault Francesa. Teve passagens ainda pelas Fórmula 3 de seu país e também na versão britânica da categoria, além de ter disputado 3 corridas pela PacWest Racing na Indy Lights, em 1999.
Na Fórmula 3000, Derichebourg representou 3 equipes (Team Astromega, Super Nova Racing e Portman-Arrows), realizando sua estreia em 1997 - em 25 provas disputadas (23 largadas), foram dois terceiros lugares como seu melhor resultado. Até 2003, dedicou-se às categorias de protótipos, e em 2004 encerrou a carreira após disputar 2 corridas pela World Series by Nissan. Desde então, exerceu vários cargos na Derichebourg Group, empresa fundada em 2007, assumindo a presidência um ano depois.